# Schutters van wijk VIII in Amsterdam onder leiding van kapitein Roelof Bicker
Schutters van wijk VIII in Amsterdam onder leiding van kapitein Roelof Bicker is een schuttersstuk gemaakt door Bartholomeus van der Helst. Het is geschilderd in de jaren 1640-1643. Het schilderij is 7,5 meter breed en bevindt zich in het Rijksmuseum. Vroeger hing het in de grote zaal van de Kloveniersdoelen.
Op het schilderij zijn dertig schutters op een rij afgebeeld. De schilder heeft zichzelf helemaal links afgebeeld.